# Аберсъхан
Аберсъ̀хан (на уелски: Abersychan) е град в Южен Уелс, графство Торвайн. Разположен е около река Авон Луид на около 25 km на север от централната част на столицата Кардиф. Производството на стомана и добив на каменни въглища в миналото. Населението му е 6826 жители според данни от преброяването през 2001 г.